# Faithful Max
Faithful Max è un cortometraggio muto del 1910. Il nome del regista non viene riportato nei titoli. Il cane Max, protagonista del film, era interpretato dalla cagna Lassie. Nel 1938, Eric Knight scriverà un racconto su un collie di nome Lassie, che diventerà protagonista di film, cartoni animati, fumetti, serie tv.

## Produzione
Il film fu prodotto dall'Independent Moving Pictures Co. of America (IMP)

## Distribuzione
Il film - un cortometraggio di 145 metri - uscì nelle sale il 12 dicembre 1910, distribuito dalla Motion Picture Distributors and Sales Company. Nelle proiezioni, veniva programmato con il sistema dello split reel, accorpato in un'unica bobina con un altro cortometraggio prodotto dalla IMP, A Clever Ruse.